# Centraal Beheer
Centraal Beheer is een Nederlandse verzekeringsmaatschappij en maakt deel uit van het Achmea-concern. Het bedrijf is bekend om de reclameslogan Even Apeldoorn bellen, die sinds 1985 gebruikt wordt in diverse reclame-uitingen. Centraal Beheer werd opgericht in 1909 in Amsterdam en verhuisde in de jaren zeventig naar Apeldoorn. Na een reorganisatie eind jaren 1990 is Centraal Beheer geen apart bedrijf meer, maar functioneert het als een merk van de Achmea-groep. 
Het merk omvat verzekeringen voor privé- en zakelijke doeleinden. Naast verzekeringen wordt financiële dienstverlening geboden zoals spaarrekeningen voor particulieren en autolease-activiteiten.

## Kantoren

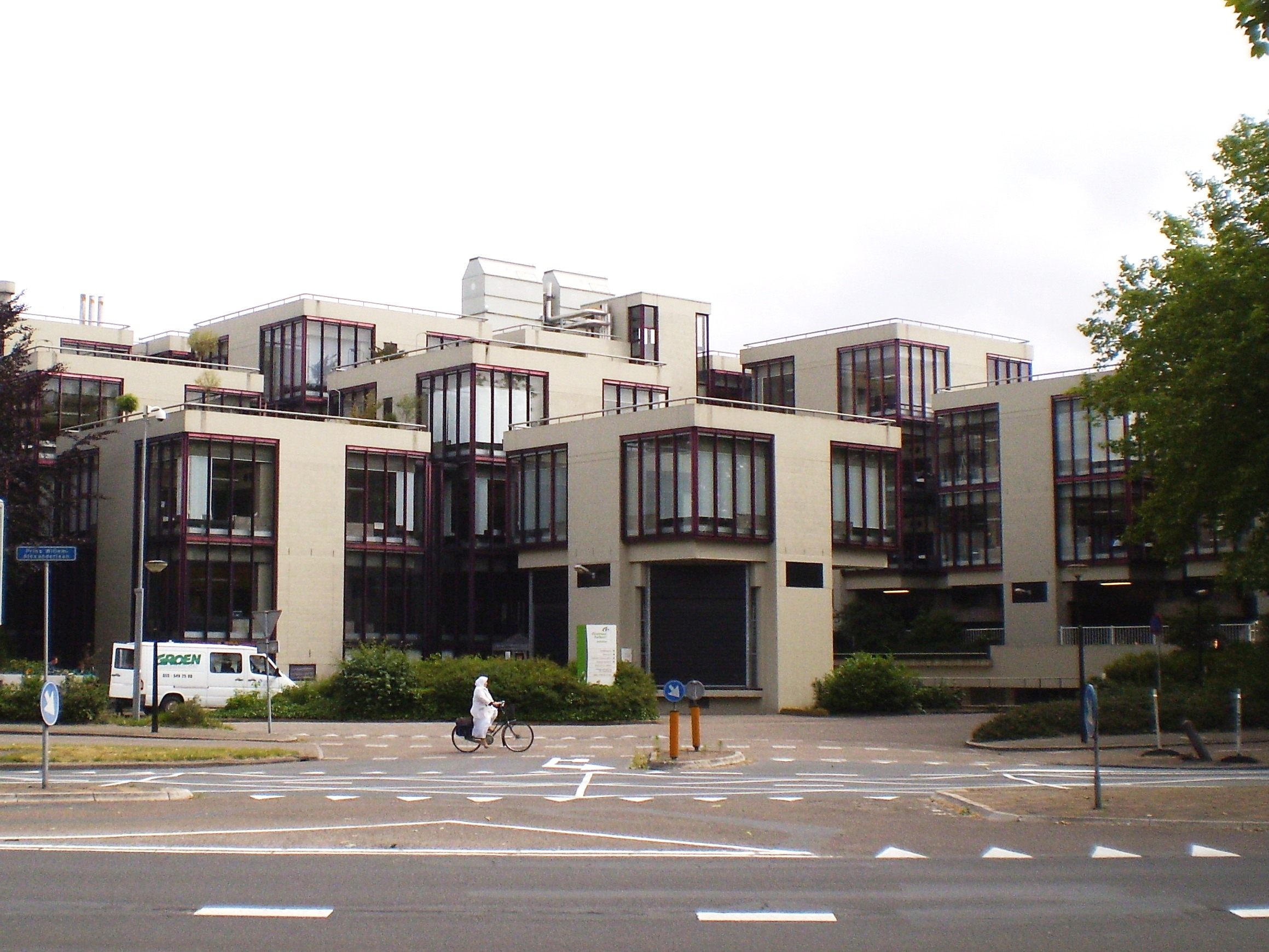
Het gebouw van Centraal Beheer in het centrum van Apeldoorn (1972-2013)

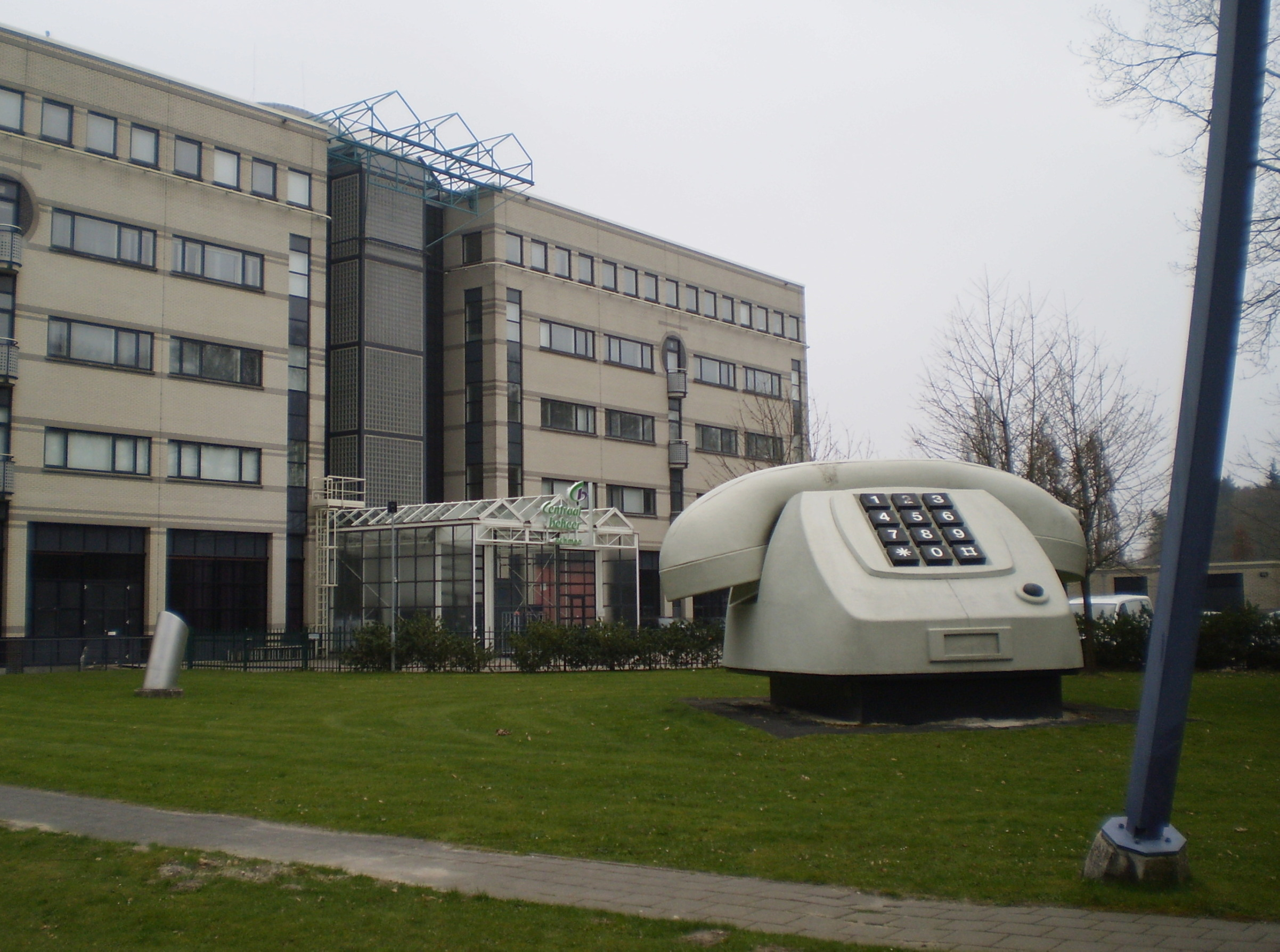
Het kantoor in Apeldoorn Zuid met de reusachtige telefoon (2009)

Het kantoor in het centrum van Apeldoorn waar Centraal Beheer zo'n 40 jaar heeft gehuisd is een bekend ontwerp uit 1972 van de architect Herman Hertzberger en wordt gekenmerkt door de kubusvormige elementen. Het gebouw, plaatselijk ook wel 'de Apenrots' genoemd, wordt gerekend tot het structuralisme en tot de duizend mooiste architectonische creaties in Nederland. Centraal Beheer heeft dit pand wegens de werk- en uitbreidingsbeperkingen in het voorjaar van 2013 verlaten. De medewerkers zijn verhuisd naar het hoofdkantoor van het bedrijf dat in de wijk Malkenschoten in Apeldoorn Zuid staat. Dit is het zogeheten Atriumgebouw, ontworpen door Jan Peters. Deze vestiging is mede door de verhuizing flink uitgebreid met nieuwe gebouwen, waardoor een zogenaamde Achmea Campus is ontstaan. Het aantal werknemers nam toe van 1.800 naar 4.800. Met het oog op de toename van verkeer als gevolg hiervan, werden in 2012 de wegen in de buurt van het gebouw aangepast.

## Mascotte
Bij het huidige kantoor in Apeldoorn-Zuid staat een reusachtige telefoon (type Ericsson T-65/TDK), die verwijst naar de slogan 'Even Apeldoorn bellen'. Jarenlang stond het toestel aan de aangrenzende openbare rotonde (later kruispunt) bij het kantoor en was het een beeldbepalend object, maar op 14 december 2012 werd het verplaatst naar de parkeerplaats van het bedrijfsterrein. Een van de redenen die het bedrijf opgaf voor het onttrekken van het object aan het oog van het publiek was dat de jongere generatie de druktoetsentelefoon nauwelijks meer als een telefoon zou herkennen. Op 17 september 2013 kreeg het zijn definitieve, opnieuw prominente plek: de rotonde op het bedrijfsterrein, voor het hoofdgebouw.

## Even Apeldoorn bellen
Het bedrijf is bekend om de reclameslogan Even Apeldoorn bellen, die sinds 1985 gebruikt wordt in diverse reclame-uitingen.
Hiermee zijn in de loop der tijd een groot aantal humoristische reclamespots gemaakt voor de televisie en in de bioscoop, die met verschillende prijzen zijn beloond waaronder de eerste prijs in de verkiezingen van de publieksprijs Gouden Loeki in 2001, 2004, 2006.
Na de aanslag op Koninginnedag 2009 in Apeldoorn besloot Centraal Beheer de hele campagne Even Apeldoorn bellen op te schorten. In december 2010 werd de campagne hervat.